# Метод критичного шляху

PERT чарт для проєкту із п'ятьма віхами (з 10 по 50) та шістьма діяльностями (з A по F). Проєкт має два критичних шляхи: діяльності B та C, або A, D, та F – що виділяє мінімальний проєктний час тривалістю 7 місяців з швидким відстеженням. Діяльність E є суб-критичною, та може бути плаваючою у рамках 1 місяця.

Метод критичного шляху (CPM) — це алгоритм для планування групи діяльностей проєкту.

## Історія
Метод критичного шляху (CPM) — це техніка моделювання проєкту, що була розроблена наприкінці 1950х років Морганом Р.Вокером з компанії DuPont та Джеймсом Е.Келлі, з компанії Remington Rand. Келлі та Вокер пов'язують свої спогади з приводу розробки CPM з 1989 м роком. Келлі увів термін «критичний шлях» для розробників Техніки Оцінювання та Аналізу Програм, що розроблялася у той самий час фірмою Буз, Ален і Гамільтон та військово-морськими силами США. Попередники того, що надалі стало відомо як Критичний Шлях, були розроблені та практично застосовані компанією DuPont між 1940 та 1943 роками і сприяли успіху Мангеттенського Проєкту.
CPM зазвичай використовується з усіма видами проєктів, включаючи будівництво, аерокосмічну галузь та оборонну, розробка ПЗ, науково-дослідні проєкти, розробка продукту, інжинірінг і технічне обслуговування заводів тощо. Будь-який проєкт з взаємозалежними діяльностями може застосувати цей метод математичного аналізу. Незважаючи на те, що початкова програма CPM та її підходи вже не використовуються, термін зазвичай застосовують до будь-якого підходу, що використовується для аналізу діаграми логіки мережі проєкту.

## Базова техніка
Важливим моментом для використання CPM є побудова моделі проєкту, що включає наступне:
1. Список усіх діяльностей, що потребуються для завершення проєкту (типово категоризуються в рамках структури декомпозиції робіт),
2. Необхідний час (тривалість) для кожної діяльності для завершення,
3. Залежності між діяльностями,
4. Логічні фінальні точки, такі як віхи чи готові вироби.

Використовуючи ці значення, CPM вираховує найдовший шлях запланованих діяльностей до логічних фінальних точок чи до кінця проєкту, а також найбільш ранню та найпізнішу дату, коли кожна діяльність може бути почата та завершена без затримки проєкту в цілому. Цей процес визначає, які діяльності є «критичними» (тобто на найдовшому шляху) та які «повністю гнучкі» (тобто можуть бути відкладеними без затримки проєкту). У проєктному менеджменті, критичний шлях є послідовністю діяльностей мережі проєкту, що додаються до найдовшої тривалості проєкту, незалежно від того чи гнучка ця тривалість, чи ні. Це визначає найкоротший можливий час для завершення проєкту. У рамках критичного шляху можуть зустрічатися 'повна гнучкість' (невикористаний час). Наприклад, якщо проєкт тестує сонячну панель і задача 'B' потребує 'сходу сонця', може бути заплановане обмеження для старту тестування діяльності допоки не настане час сходу сонця. Це може встановити мертвий час (повна гнучкість) у графік діяльностей за даним шляхом згідно сходу сонця відповідно до потреби чекання настання цієї події. Цей шлях, зі отриманими обмеженнями повної гнучкості, стане довшим, роблячи повну гнучкість частиною найкоротшої можливої тривалості проєкту в цілому. Іншими словами, індивідуальні задачі на критичному шляху згідно обмежень можуть бути затримані без подовження критичного шляху; це назвивається 'повною гнучкістю' даної задачі. Крім того, доданий час до проєкту цими обмеженнями насправді є критичним шляхом опору, на величину якого тривалість проєкту буде поводжена згідно кожної діяльності критичного шляху і обмежень.
Проєкт може мати декілька паралельних, майже критичних шляхів; деякі (або всі) задачі можуть мати 'довільну гнучкість' та/або 'повну гнучкість'. Додатковий паралельний шлях у мережі з загальними тривалостями, що є коротшими за критичний шлях, називаються суб-критичними або не-критичними шляхами. Діяльності на суб-критичних шляхах не можуть бути переміщені, так як вони не збільшують тривалість проєкту.
Інструменти аналізу CPM дозволяють користувачеві вибрати точки логічних кінців у проєкті та швидко ідентифікувати найдовші послідовності залежних діяльностей (найдовший шлях проєкту). Ці інструменти можуть відобразити критичний шлях (та активності майже критичних шляхів при бажанні) як каскадний водоспад, що протікає зі старту проєкту (або від дати поточного статусу) до вибраної точки логічного кінця.
Назважаючи на те, що діаграми діяльність-на-стрілці («Діаграма PERT») досі подекуди використовується, їх звичайно замінюють на діаграми діяльності-на-вузлах, де кожна діяльність показана у коробці чи вузлі та стрілки, що представляють логічні взаємовідносини від попередника наступнику, як можна бачити на даній «Діаграмі Діяльності-на-вузлах».

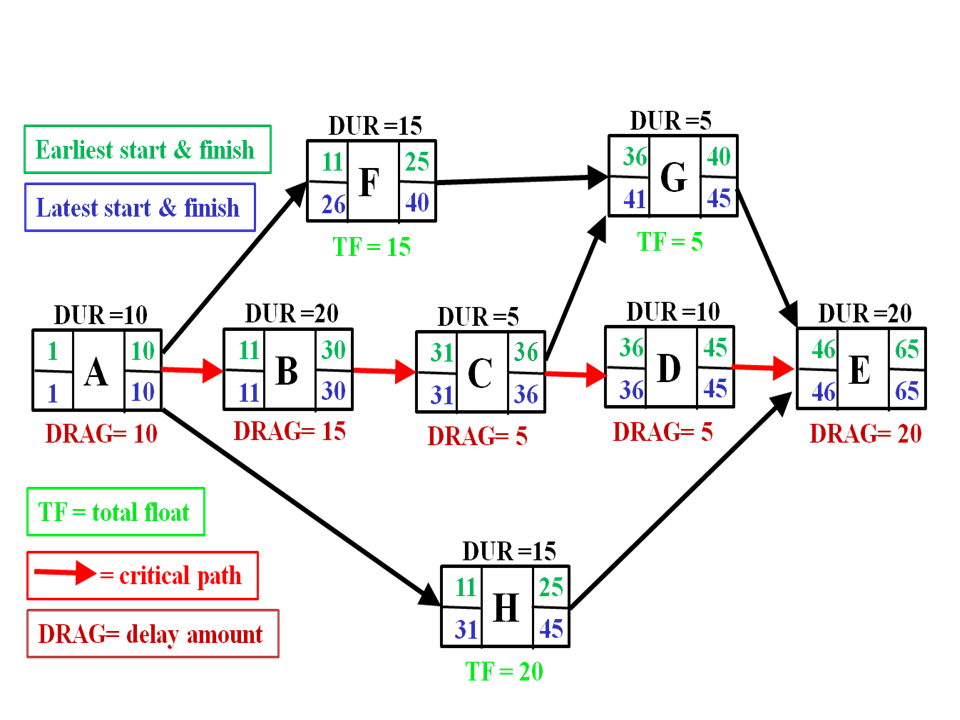
Діаграма Діяльності-на-вузлах показує графік критичного шляху, а також повну гнучкість та розрахунки переміщення критичного шляху

На цій діаграмі діяльності A, B, C, D та E  охоплюють критичний (або найдовший) шлях, в той час як діяльності F, G та H  знаходяться поза критичним шляхом з девіацією у 15 днів, 5 днів та 20 днів відповідно. В той час як діяльності, що знаходяться поза критичним шляхом мають девіацію однак не затримують виконання проєкту, ті діяльності, що включені у критичний шлях будуть зазвичай мати критичний шлях опору, тобто, можуть відкласти завершення проєкту. Переміщення діяльностей критичного шляху можуть бути розраховані згідно наступної формули:
1. Якщо діяльність критичного шляху не має нічого паралельного, її переміщення рівні її тривалості. Таким чином, A та E мають переміщення тривалістю 10 днів та 20 днів відповідно.
2. Якщо діяльність критичного шляху має іншу діяльність у паралелі, її переміщення рівне тій величині, що є меншою: власна тривалість або повна гнучкість паралельної діяльності з меншою загальною девіацією. Таким чином, так як B та C обидві паралельні до F (з девіацією у 15) та H (девіацією, рівною 20), B має тривалість у 20 та переміщення у 15 (рівне девіації F), в той час як C має тривалість у лише 5 днів і тому переміщення лише рівне 5. Діяльніст D, тривалістю 10 днів, паралельне до G (з девіацією у 5) та H (девіацією у 20) і її переміщення рівне 5, що є девіацією G.

Дані результати, включаючи розрахунки переміщень, дозволяють менеджерам пріоретизувати діяльності для ефективного менеджменту по завершенню проєкту, а також для скорочення запланованого критичного шляху проєкту шляхом вкорочення діяльностей критичного шляху за допомогою «швидкого відстеження» (тобто виконання більшої кількості діяльностей паралельно), та/або через «злам критичного шляху» (тобто скорочення тривалостей діяльностей критичного шляху через додавання ресурсів).
Аналіз переміщень критичного шляху також використовують для оптимізації графіків у процесах зовні жорстких проєкто-орієнтованих контекстів, таких як збільшення пропускної здатності виробництва шляхом використання технік та метрик для визначення та пом'якшення факторів відкладання і через це зменшення часу вироблення продукту.

### Тривалість зламу
«Тривалість зламу» — це термін, що має відношення до найкоротшого можливого часу за який діяльність може бути запланована до виконання. Досягається зсувом більшої кількості ресурсів для завершення діяльності, що результує у зменшенні витраченого часу та часто зменшує якість роботи, зважаючи на пріоритет у швидкості. Тривалість зламу зазвичай моделюється як лінійні відносини між вартістю і тривалістю діяльності; крім того, у багатьох випадках краще застосовувати опуклу функцію чи ступінчату функцію.

### Розширення
Початково метод критичного шляху працював лише із залежностями між термінальними елементами. З того часу його розширили, включивши у нього ресурси, що відносяться до кожної діяльності, через процеси, що називаються базованими-на-діяльностях ресурсних призначеннях та вирівнювання ресурсів. Ресурсо-вирівняний графік може включати затримки згідно обмеження ресурсів (тобто недоступності ресурсів у заданий час), а також може спричинити подовження у минулому коротшого шляху чи більш «критичного до ресурсів» шляху. Відповідний концепт називається проєктний менеджмент критичного ланцюга, що намагається захистити діяльність та тривалість проєкту від непередбачених затримок через обмеженість ресурсів.
Так як графіки проєктів змінюються на регулярній основі, CPM дозволяє постійний контроль графіків виконання, що надає можливість проєктному менеджеру відстежувати критичні діяльності, а також сигналізує проєктному менеджеру про можливості того, що не-критичні діяльності можуть бути відкладені на більший термін, ніж їх загальна девіація, що може спричинити створення нового критичного шляху та затримки у завершенні проєкту. Крім цього, метод може легко включити концепти стохастичних пророкувань, використовуючи техніку оцінювання та аналізу програм та методологію ланцюга подій.
На даний момент, існує декілька доступних програмних рішень, що використовують метод CPM для планування. Наразі метод використовується більшістю програмного забезпечення проєктного менеджменту, що базується на підходах ручних підрахунків, розроблених Фондал Університету Сенфорду.

### Гнучкість
Згенерований за технікою критичного шляху графік часто не дотримується в точності, так як оцінки використовуються для розрахунків не є точними: при допущенні однієї помилки результати аналізу можуть бути інакшими. Це може спричинити розлад у виконанні проєкту, якщо сліпо слідувати оцінкам, а також якщо зміни не адресуються у короткі терміни. Крім того, структура аналізу критичного шляху є такою, що різниця між початковим графіком, спричиненим будь-якою зміною та її впливом в ослабленні чи корекції графіку може бути виміряною. Насправді, важливим елементом аналізу неуспішного проєкту є Як Побудований Критичний Шлях (ABCP), який аналізує специфічні причини та впливи змін між запланованим графіком та графіком насправді виконаних змін.

## Читати також
- Діаграма Ганта
- Проєкт
- Управління проєктами
- Менеджер проєкту
- Планування проєкту
- Структура декомпозиції робіт
- Критичний шлях опору
- Проєктний менеджмент критичного ланцюга

## Подальше читання
- Project Management Institute (2013). A Guide To The Project Management Body Of Knowledge (вид. 5th). Project Management Institute. ISBN 978-1-935589-67-9.
- Klastorin, Ted (2003). Project Management: Tools and Trade-offs (вид. 3rd). Wiley. ISBN 978-0-471-41384-4.
- Heerkens, Gary (2001). Project Management (The Briefcase Book Series). McGraw–Hill. ISBN 0-07-137952-5.
- Harold Kerzner (2003). Project Management: A Systems Approach to Planning, Scheduling, and Controlling (вид. 8th). ISBN 0-471-22577-0.
- Lewis, James (2002). Fundamentals of Project Management (вид. 2nd). American Management Association. ISBN 0-8144-7132-3.
- Milosevic, Dragan Z. (2003). Project Management ToolBox: Tools and Techniques for the Practicing Project Manager. Wiley. ISBN 978-0-471-20822-8.
- O'Brien, James J.; Plotnick, Fredric L. (2010). CPM in Construction Management, Seventh Edition. McGraw Hill. ISBN 978-0-07-163664-3.
- Woolf, Murray B. (2012). CPM Mechanics: The Critical Path Method of Modeling Project Execution Strategy. ICS-Publications. ISBN 978-0-9854091-0-4.
- Woolf, Murray B. (2007). Faster Construction Projects with CPM Scheduling. McGraw Hill. ISBN 978-0-07-148660-6.

- Trauner, Manginelli, Lowe, Nagata, Furniss (2009). Construction Delays, 2nd Ed.: Understanding Them Clearly, Analyzing Them Correctly. Burlington, MA: Elsevier. с. 266. ISBN 978-1-85617-677-4.
- Malakooti, B (2013). Operations and Production Systems with Multiple Objectives. John Wiley & Sons. ISBN 978-1-118-58537-5.
- Devaux, Stephen A. (2014). Managing Projects as Investments: Earned Value to Business Value. CRC Press. ISBN 978-1482212709.

- Devaux, Stephen A. (2015). Total Project Control (2nd Edition): A Practitioner's Guide to Managing Projects as Investments. CRC Press. ISBN 978-1498706773.